# 張亜東
張 亜東（ちょう・あとう、チャン・ヤートン、簡体字：张亚东、繁体字：張亞東、1969年3月11日 - ）は、中華人民共和国の作曲家、プロデューサー、実業家。山西省大同市生まれ。血液型O型。
王菲、カレン・モク、ダニエル・チャン、朴樹、麦田守望者、ジェーン・チャン、李宇春などに楽曲提供、またはアルバムや曲をプロデュースしている。

## 来歴
13歳から大同歌舞団に所属、チェロを担当する。1990年代初頭に北京に上京、当時知り合ったドウ・ウェイらと共に音楽シーンを築き始める。その後、1994年頃から楽曲プロデュースを開始、フェイ・ウォンのアルバム『Anxiety』で業界認知が高まり、1997年『你快乐所以我快乐』『闷』等の楽曲で大ブレイク、フェイ・ウォンお抱えのプロデューサーとして名前を世に知られるようになる。その後、大陸のみならず、香港・台湾・日本などのアーティストに多くの楽曲を提供、C-POP界での不動の位置を築く。映画や舞台音楽にも挑戦し、2008年北京オリンピックでは楽曲選考委員等を務めた他、中国音楽著作権協会常務理事も務める。
2002年、沖縄で行われた外務省主催の国際シンポジウム「ポップミュージックが結ぶアジア」に中国大陸代表パネリストとして参加、同席した香港のマーク・ルイ（雷頌德）や小西康陽（元ピチカート・ファイヴ）らと親交を深めた。
2004年には、自身の音楽レーベル「東楽（Dong Music/東は本人の名前ではなく、東方のという意味を込めたいとしている）」を設立、果味VcやGALA、田原などのアーティストを契約。同時に、中国大手音楽出版企業太合麦田の音楽総監に就任。
2005年には、無名時代からの友人（日本人）と共に音楽プロダクションDONG MUSIC INTERNATIONALを設立、アーティスト・マネジメント、音楽出版事業とスタジオ経営にも乗り出した他、同年には文化庁主催の「舞台芸術国際フェスティバルPOPASIA」に趙薇（ヴィッキー・チャオ）らと参加、都内で行われたトークショーにもメインゲストとして参加した。また、この頃からアウディのイメージキャラクターにも起用されている。
2006年には、湖南衛星TVのヒット番組「超級女声（スーパーガール）」から生まれた李宇春（クリス・リー）や張靚穎（ジェーン・チャン）らのアルバムプロデュースや楽曲提供を行い、世代を超えた「教祖感」を確立した他、広く中国語圏のアーティストに楽曲を提供していた。
2009年には、北京オリンピックセンターで本人の作品を集めた「作品音楽会」を開き、コラボ関係にある様々なアーティストらと共演した。
その後、若手の台頭などがあり、かつてほどの露出は無くなっているが、若手プロデューサーらの師匠的存在であり続けており、プロデュース業よりも、歌番組での審査員やゲストとしての活動が目立つようになっている。